# Urretxu
Urretxu (span.: Villarreal de Urrechua) ist eine Gemeinde in der spanischen Provinz Gipuzkoa in der Autonomen Region Baskenland. Die Gemeinde hat 6.765 Einwohner (Stand: 2024), die auf einer Fläche von 16,88 km² leben.

## Töchter und Söhne der Gemeinde
- Jacques Moujica (1926–1950), spanisch-französischer Radsportler
- José María Yurrebaso (* 1955), Radrennfahrer
- Imanol Garciandia (* 1995), Handballspieler